# LayCool
LayCool was een tag-team van professioneel worstelaars dat bekend was in de World Wrestling Entertainment (WWE) op WWE SmackDown. Dit team bestond uit Michelle McCool en Layla.
Ze hadden verscheidene feuds met Melina, Eve Torres, Mickie James, Beth Phoenix, Tiffany en Kelly Kelly.

## World Wrestling Entertainment

### 2009
Tijdens de Draft, Layla werd getransfereerd van Raw naar SmackDown. Na de transfer, Layla begon te ruziën met Eve Torres terwijl McCool een feud had met Melina over de WWE Women's Championship, die ze won op de The Bash.
Het duo Layla en McCool begon samen te worstelen nadat Alicia Fox getransfereerd werd van SmackDown naar Raw. De twee ruzieden verder met het duo Melina en Torres. Melina en Torres werden getransfereerd van SmackDown naar Raw en het duo Mickie James en Beth Phoenix werden getransfereerd van Raw naar SmackDown. Het duo Lay-Cool slopen naar James en gaven haar de bijnaam "Piggie James". James bekwam de "number one contender" nadat ze won van Phoenix en Natalya in een Triple Threat match op SmackDown voor een match voor de Women's Championship op TLC: Tables, Ladders & Chairs. McCool won van James met de hulp van Layla. Hoewel McCool later haar titel verloor aan James op de Royal Rumble. Paar weken later op SmackDown met de hulp van de "Special Guest Referee" Vickie Guerrero die James een klap heeft gegeven en McCool won zo de wedstrijd en de titel.

### 2010
Vickie Guerrero vergezelde het duo LayCool naar de ring en er ontstond meteen een feud met Phoenix nadat Guerrero tegen Phoenix zei dat ze nooit een Women's Championship match zal krijgen. De feud zorgde voor een 10 Diva Tag Team Match op WrestleMania XXVI. Het team Guerrero, Lay-Cool, Maryse en Alicia Fox wonnen van Phoenix, James, Kelly Kelly, Eve Torres en Gail Kim. McCool moest haar titel verdedigden op Extreme Rules in een Extreme Makeover match tegen Phoenix, maar McCool verloor van Phoenix en werd zo de nieuwe WWE Women's Champion.
Phoenix wilde zich de komende twee weken zich sparen om haar blessure te genezen. Dankzij het blessure, Guerrero kondigde een match aan tussen Phoenix en LayCool in een 2 tegen 1 Handicap match. Layla pinned Phoenix en werd zo voor het eerst WWE Women's Champion. Team Lay-Cool werd dan "Co"-Women's Champions, dus twee riemen, maar het WWE wilde één kampioene en zette Layla in de titel geschiedenis.
In juli 2010, SmackDown General Manager Theodore Long vroeg aan Lay-Cool om een van hun titels af te geven omdat er maar één persoon die kampioen kan worden. McCool gaf haar titel aan Long hoewel Lay-Cool het riem van Layla in twee heeft laten breken en zo kreeg McCool de ene helft en Layla de andere helft.
Op Night of Champions moet het team opnemen in een Lumberjack match tegen de Divas Champion Melina voor het unificatie van het Women's Championship en Divas Championship.

## Erelijst
- Pro Wrestling Illustrated
  - PWI rangeerde McCool #1 van de beste 50 vrouwelijke singles worstelaars in de PWI Female 50 in 2010
  - PWI Woman of the Year (2010) - McCool

- World Wrestling Entertainment
  - WWE Divas Championship (1 keer) - McCool
  - WWE Women's Championship (2 keer) - McCool (1x), Layla (1x)
  - Slammy Award
    - "Diva of the Year" (2010) - McCool
    - "Knucklehead Moment of the Year" (2010) Verloren van Mae Young op Old School Raw.

- Wrestling Observer Newsletter Awards
  - Most Disgusting Promotional Tactic (2009) Mickie James' gewicht kwesties